# 6243 Yoder
6243 Yoder eller 1990 OT3 är en asteroid i huvudbältet som upptäcktes den 27 juli 1990 av den amerikanske astronomen Henry E. Holt vid Palomarobservatoriet. Den är uppkallad efter den amerikanska astronomen Charles F. Yoder.
Asteroiden har en diameter på ungefär 4 kilometer.